# Půlnoční nebe
Půlnoční nebe (v anglickém originále The Midnight Sky) je americký sci-fi film z roku 2020, režírovaný Georgem Clooneym, založený na románu Good Morning, Midnight od Lily Brooks-Daltonové. V hlavních rolích se objevili Clooney, Felicity Jones, David Oyelowo, Tiffany Boone, Demián Bichir, Kyle Chandler a Caoilinn Springall. Film pojednává o vědci, který se musí vydat s mladou dívkou přes polární kruh, aby varoval vracející se vesmírnou loď před globální katastrofou.
Film měl premiéru ve vybraných amerických kinech 11. prosince 2020. Dne 23. prosince 2020 byl dán do celosvětové distribuce prostřednictvím Netflixu. Filmoví kritici film přijali nejednoznačně, někteří chválili „ambice a emocionální tón“, vizuální efekty a soundtrack, jiní jej považovali za podprůměrný, ve srovnání s předchozími sci-fi filmy. 

## Obsazení
| George Clooney            | Augustine Lofthouse (český dabing: Jan Vondráček)     |
| Ethan Peck                | mladý Augustine Lofthouse (český dabing: Šimon Fikar) |
| Felicity Jones            | Sully (český dabing: Andrea Elsnerová)                |
| David Oyelowo             | velitel Tom Adewole (český dabing: Martin Sobotka)    |
| Tiffany Boone             | Maya (český dabing: Pavlína Kostková Dytrtová)        |
| Demián Bichir             | Sanchez (český dabing: Tomáš Borůvka)                 |
| Kyle Chandler             | Mitchell (český dabing: Pavel Vondra)                 |
| Caoilinn Springall        | Iris (český dabing: Linda Křišťálová)                 |
| Sophie Rundle             | Jean (český dabing: Kristýna Skružná)                 |
| Tim Russ                  | Mason Mosley (český dabing: Michal Gulyáš)            |
| Lilja Nótt Þórarinsdóttir | Katherine (český dabing: Anna Theimerová)             |
| Miriam Shor               | Mitchellova manželka (český dabing: Šárka Vondrová)   |

## Výroba filmu
Projekt byl oznámen v červnu 2019, přičemž Clooney měl hrát a režírovat. Hlavní herečka Felicity Jones krátce poté, co byla obsazena, otěhotněla, což si vynutilo přepsání její postavy. Zbytek obsazení byl oznámen ke konci roku 2019. Natáčení probíhalo ve Velké Británii, na Islandu a na Kanárských ostrovech od října 2019 do února 2020. 
Některé scény se také natáčely v La Palmě na Kanárských ostrovech. Scéna, která se odehrává ve vánici, byla natočena ve větru o rychlosti 50 mil za hodinu, v teplotě 40°C pod nulou. Clooney kvůli roli zhubnul 11 kilogramů. Scény na Zemi a zahrnující Clooneyho byly natočeny před koncem roku 2019, zatímco scény ve vesmíru se točily po vánoční přestávce.